# Johann von Bloch

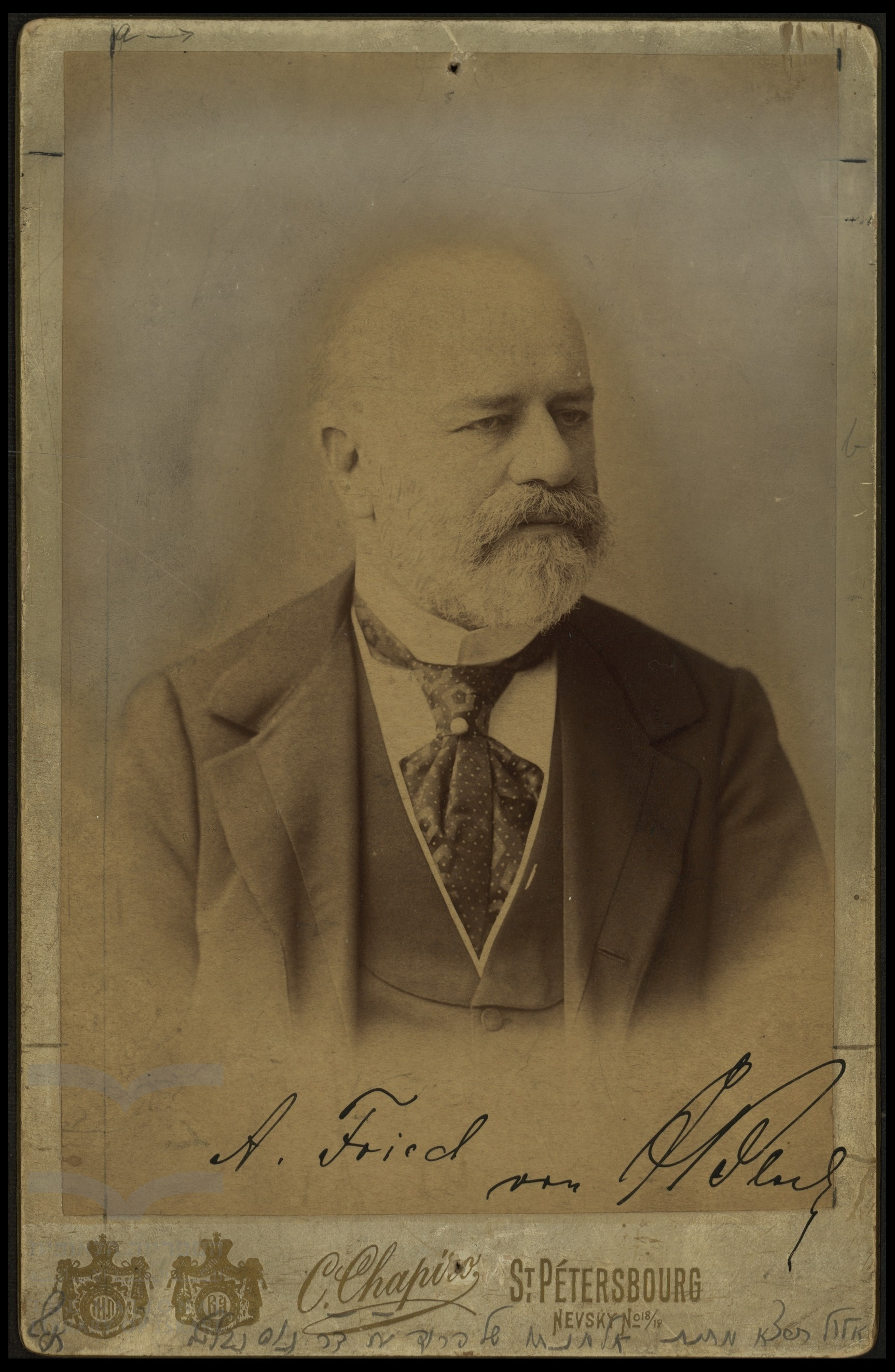
Johann von Bloch

Johann von Bloch (* 24. Juli 1836 in Radom; † 7. Januar 1902 in Warschau) (polnisch Jan Gotlib Bloch, russisch Иван Станиславович Блиох (Ivan Stanislavovič Blioch), englisch Ivan Bloch, französisch Jean de Bloch) war ein führender Bankier und Industrieller, Eisenbahnpionier in Polen und Russland, auch bekannt als der „Eisenbahnkönig“.
Bloch war Autor der umfangreichen Studie Die Zukunft des Krieges in technischer, wirtschaftlicher und politischer Relation, welche die verheerende Auswirkung moderner Militäroperationen thematisch vorwegnahm. 1899 war Bloch Organisator der Haager Friedenskonferenz. Im Jahr 1901 wurde er für den Friedensnobelpreis nominiert. Des Weiteren war er Gründer eines ersten Museums für Krieg und Frieden in Luzern, Schweiz.

## Werke (Auswahl)
- Der Krieg. Übersetzung des russischen Werkes des Autors: Der zukünftige Krieg in seiner technischen, volkswirtschaftlichen und politischen Bedeutung. 6 Bände, Berlin 1899
  - Band 1: Beschreibung des Kriegsmechanismus (Digitalisat)
  - Band 2: Der Landkrieg (Digitalisat)
  - Band 3: Der Seekrieg (Digitalisat)
  - Band 4: Die ökonomischen Erschütterungen und materiellen Verluste des Zukunftkrieges (Digitalisat)
  - Band 5: Die Bestrebungen zur Beseitigung des Krieges. Die politischen Konflikts-Ursachen und die Folgen der Verluste (Digitalisat)
  - Band 6: Der Mechanismus des Krieges und seine Wirkungen. Die Frage vom internationalen Schiedsgericht (Digitalisat).

- Ivan Stanislavovich Bloch, William Thomas Stead (Übers.): The future of war in its technical, economic, and political relations. Aus dem Russ. 1899
  - Auszüge in Englisch: Modern weapons and modern war. Being an abridgment of “The War of the Future…”. Zuerst 1890. Mehrere Reprint-Verlage im Faksimile, z. B. Kessinger, Whitefish 2008, ISBN 143714666X.